# Schöffengrund
Schöffengrund é um município da Alemanha, situado no distrito de Lahn-Dill, no estado de Hesse. Tem 34,11 km² de área, e sua população em 2019 foi estimada em 6.421 habitantes.